# Armènia persa

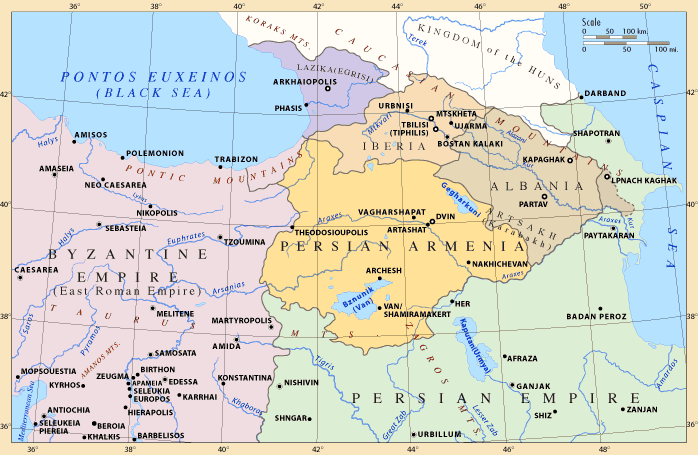
L'Armènia persa entre els anys 387 i 591

L'Armènia persa correspon al territori armeni controlat per l'Imperi Persa al llarg de la història. La mida de l'Armènia persa varià al llarg de la història.

## Història
Després de la caiguda de l'Imperi Mede l'any 550 aC Cir II el Gran, el líder dels perses, va prendre el control de l'imperi i va conquerir Àsia Menor i Mesopotàmia. El fill de Cir, Cambises II de Pèrsia, va seguir el seu pare en la campanya d'Egipte. Armènia va passar a ser una dependència de Pèrsia. Les tropes armènies de cavalleria i infanteria havien pres part en la conquesta de Cir del Regne de Lídia al 546 i de Babilònia al 539. Una revolta de deu nacions -una d'elles, Armènia- va esclatar contra Pèrsia durant el regnat de Darios I (522 - 486).
Els armenis van adoptar el cristianisme com a religió oficial de l'estat l'any 301. Armènia va estar dividida entre l'Imperi Sassànida de Pèrsia i l'Imperi Romà. El primer va establir el control a l'est d'Armènia després de la caiguda del regne Armeni arsàcida al 428.
Amb l'augment dels conflictes entre romans i sassànides, Isdigerdes II va començar a veure el cristianisme com una amenaça política a la cohesió de l'Imperi Persa. La conversió al cristianisme pels armenis va ser de particular interès per a ell. Després d'una reeixida invasió de l'Imperi Romà d'Occident, Isdigerdes va citar els nobles armenis a Ctesifont i els va convertir al zoroastrisme. Això va indignar la població armènia i, sota la direcció de Vardanes I Mamiconi, un exèrcit de 66.000 armenis es va revoltar contra l'Imperi Sassànida. Isdigerdes va aplacar ràpidament la revolta a la batalla d'Avarayr. L'èxit militar dels perses a Armènia va assegurar que seguiria sent part de l'Imperi Sassànida durant diversos segles. No obstant això, la resistència armènia va acabar fins al Tractat de Nvarsak, que va garantir a Armènia més llibertat sota dominació sassànida.
A causa de la seva importància estratègica, Armènia va ser constantment disputada i va canviar de mans en diverses ocasions i successivament entre el domini de Pèrsia i dels otomans. En les guerres turco-perses, cal destacar que Yerevan va canviar de mans catorze vegades entre 1513 i 1737.
L'any 1604, el Sha Abbàs I va utilitzar una estratègia militar que va destruir tot el que els otomans tenien per subsistir -granges, cases i terra arrasada, a la vall d'Ararat. L'antic poble armeni de Julf, a la província de Nakhitxevan, va ser pres al començament de la invasió. Des d'allà l'exèrcit d'Abbàs ocupar Araratian per mitjà de la plana. El xa va seguir una acurada estratègia, i va avançar en retirada quan l'ocasió ho exigia, decidits a no arriscar la seva empresa en una confrontació directa amb les forces enemigues més fortes.
Quan assetjava Kars, es va assabentar de l'arribada d'un gran exèrcit otomà, al comandament de Djghazadé Sinan Pasha. L'ordre va ser donada a retirar-se, però l'enemic va negar la possibilitat d'abastiment propis, va ordenar la destrucció de les grans ciutats armènies i granges a la plana. Com a part d'aquest pla, la població va rebre l'ordre d'acompanyar l'exèrcit persa en la seva retirada. Algunes de les 300.000 persones van ser degudament abandonades a la seva sort a la vora del riu Aras. Els que van tractar de resistir a la deportació en massa van ser morts a l'acte. El Sha havia ordenat la destrucció de l'únic pont, de manera que les persones es van veure obligades a creuar les aigües, on una gran quantitat d'armenis van morir ofegats, o arrossegats pels corrents, abans d'arribar a la riba oposada. Això va ser només el començament del seu calvari. Un testimoni ocular, el pare de Guyana, descriu la difícil situació dels refugiats d'aquesta manera:
 No va ser només el fred hivernal que causava la tortura i la mort als deportats. El major patiment vi de la fam. Les provisions que els deportats havien portat amb ells aviat es van consumir ... Els nens estaven plorant pels aliments o la llet, cap dels quals hi havia, pel fet que les dones tenia els pits secs fins de fam ... Moltes dones, famolencs i esgotats, deixaria els seus nens famolencs a la vora del camí, i seguiren seu camí tortuós. Alguns podrien anar als boscos propers a la recerca d'alguna cosa per menjar. En general, que no torni. Moltes vegades els que van morir, van servir com a aliment per a la vida.
Incapaç de mantenir el seu exèrcit a la plana desolada, Sinan Pasha va ser obligat a passar l'hivern a Van. Algun dels exèrcits que van ser enviats a la recerca del Sha el 1605 van ser derrotats. El 1606 Abbàs havia recuperat tot el territori que va perdre en mans dels turcs a principis del seu regnat. La tàctica d'arrasar la terra va funcionar, encara que a un cost terrible per al poble armeni. Dels 300.000 deportats es calcula que menys de la meitat va sobreviure a la marxa d'Esfahan. En els territoris conquerits Abbàs va establir el kanat de Yerevan, un principat musulmà sota el domini de l'Imperi safàvida. Els armenis formaven menys del 20% de la seva població com a resultat de la deportació de gran part de la població Armènia de la vall Ararat i la regió circumdant el 1605 pel xa Abbàs I.

## Llista delsmarzpansd'Armènia
| Dates                    | Marzpan | Notes |
| ------------------------ | --- | --- |
| 428-442                  | Veh Mihr Shapur | Senyor iranià, nomenat pel rei sassànida Vahram V. |
| 442-451                  | Vasaces, príncep de Siunie | Noble armeni, nomenat pel rei sassànida Isdigerdes II. Destituït l'any 451. |
| 451-465                  | Adhur Hordmidz (forma armènia : Adrormizd) | Senyor iranià, nomenat pel rei sassànida Isdigerdes II. |
| 465-481                  | Adhur Gushnasp (forma armènia : Ardervechnasp) | Senyor iranià, nomenat pel rei sassànida Peroz I. |
| 481-482                  | Isaac Bagratuní | Noble armeni, elegit pels nobles revoltats. Mort a la batalla d'Akesga. |
| 482-482                  | Shahpuhr Mihran | (Ocupació militar). |
| 482-483                  | Baanes I Mamiconi | Cap del govern provisional. |
| 483-483                  | Zarmihr Karen | (Ocupació militar). |
| 483-484                  | Shahpuhr de Rayy | Senyor iranià, nomenat pel rei sassànida Peroz I. Pel mateix període, Cyril Toumanoff proposa un marzpan de nom Andigan. |
| 484-505                  | Baanes I Mamiconi (segona vegada) | Noble armeni, nomenat pel rei sassànida Peroz I. |
| 505 o 510                | Bardes Mamiconi o Bardes el Patrici | Germà del precedent, reconegut marzpan pel rei sassànida Kavadh I. |
| Diversos marzpans perses | Segons Samuel d'Aní: «Després del patrici Bardes, germà de Baanes, diversos . perses governar Armènia durant onze anys . . El govern d'Armènia passar a continuació a Mjej de la família Gnuní, que la va exercir trenta anys ». | |
| 518-548                  | Mejēj Gnouni | Mencionat per Cyril Toumanoff, Gérard Dédéyan i René Grousset. |
| 548-552 o 552-554        | Goushnasp Bahrām | |
| 552-560 o 554-560        | Tan-Shâhpuhr | |
| 560-564                  | Varazdat | |
| 564-572                  | Surenes | |
| 572                      | Vardanes III Mamiconi | Govern insurreccional. |
| 572                      | Mirranes Mirabandaces | General enviat pel rei sassànida Khosro I. |
| 572-573                  | Vardanes III Mamiconi | Altre vegada (govern insurreccional). Al lloc d'aquests tres períodes, Cyrille Toumanoff dona un únic Vardān-Gushnasp. Potser cal veure una confusió amb Vardanes Mamiconi. |
| 573-574                  | Mirranes Mirabandaces | |
| 573-576                  | Vardanes III Mamiconi | Sota protectorat romà d'Orient. Pel mateix període, Krikor Jacob Basmadjian i Cyril Toumanoff donen a Felip de Siània. |
| 576                      | Tamkhosrau | Senyor iranià, nomenat pel rei sassànida Khosro I. |
| 576-578                  | Varaz Vzur | Senyor iranià, nomenat pel rei sassànida Hormizd IV. |
| 579-586                  | Pahlav | Senyor iranià, nomenat pel rei sassànida Hormizd IV. |
| 586-590                  | Frahât | Senyor iranià, nomenat pel rei sassànida Hormizd IV. |
| 590-592                  | Hrartin o Fraates (Fravardin) | Senyor iranià, nomenat pel rei sassànida Hormizd IV. |
| 591-591                  | Musel II Mamiconi | Governador, instal·lat pels romans d'Orient. |
| 592-605                  | Vindātakān | Aquests cinc marzbans són donats per Cyril Toumanoff. |
| 592-605                  | Nakhvēfaghan | Aquests cinc marzbans són donats per Cyril Toumanoff. |
| 592-605                  | Merakbōūt | Aquests cinc marzbans són donats per Cyril Toumanoff. |
| 592-605                  | Yazdēn | Aquests cinc marzbans són donats per Cyril Toumanoff. |
| 592-605                  | Bōūtmah | Aquests cinc marzbans són donats per Cyril Toumanoff. |
| 604-611 o 616            | Simbaci II Bagratuní | No és mencionat com marzban d'Arménie per Cyrille Toumanoff. Segons René Grousset, després de les seves victòries a Hircània, Còsroes II el feu marzban d'Arménie, abans 604. Grousset afegeix n'anota que ., però indica per en un altre lloc tres marzbans, l'un de 611 a 613 (Chahrayanpet), un altre en 613 (Pârsâyênpet) i un tercer de 616 a 619 (Nâmdar-Gouschnasp). |
| 611-613                  | Schahrayeanpet | Marzpan a Dvin, en l'est del Armènia, mentre que Shahen Vahmanzadhaghan era pahghospan a l'oest d'Armènia, tots dos nomenats per Khosro II. |
| 613-613                  | Parschenazdat | Senyor iranià, nomenat per Khosro II. |
| 616-619                  | Namdar-Gushnasp | Senyor iranià, nomenat per Khosro II. |
| 619-624                  | Sharaplakan (Sarablagas) | Senyor iranià, nomenat per Khosro II. |
| 624-627                  | Rotchvēhān o Razates | Senyor iranià, nomenat per Khosro II. |
| 627-628                  | Una gran part d'Armènia esdevé província romana d'Orient. | |
| 628-634                  | Varastirots II Bagratuní | Nakharar armeni, nomenat marzpan per les províncies que van restar en poder dels perses pel rei sassànida Kavadh II. Davant els enfrontaments de Pèrsia amb els àrabs, Varaz-Tirots s'apropa als romans d'Orient. |
| 630-635                  | Mjej II Gnuní | Nakharar armeni, nomenat governador per Héraclius |
| 635-638                  | David Saharuní | Mort Mejēj Gnouni, es proclama general del cos d'ocupació romà d'Orient i és a continuació reconegut per Heracli que el va fer curopalata i ixkhan d'Armenia. |
| 638-643                  | Sense autoritat centralitzada, diversos nakharark comparteixen el poder. | |
| 643-645                  | Teodor Reixtuní | |
| 645                      | Varastirots II Bagratuní | A la caiguda de l'Imperi sassanide, esdevé príncep d'Arménie, pero va morir sense exercir. |